# Resolució 509 del Consell de Seguretat de les Nacions Unides
La Resolució 509 del Consell de Seguretat de les Nacions Unides, fou aprovada per unanimitat el 6 de juny de 1982, després de recordar la resolució anterior del Consell de Seguretat de les Nacions Unides sobre el tema, inclosa les resolucions 425 (1978) i 508 (1982) el Consell va expressar la seva preocupació i va exigir que Israel retirés incondicionalment totes les seves forces militars del Líban de tornada a la seva frontera internacionalment reconeguda.
La resolució 509 va exigir a totes les parts que observessin l'alto el foc a la Resolució 508 i que comuniqués l'acceptació de l'alto el foc al secretari general de les Nacions Unides en un termini de 24 hores.